# Бергхоф
Бергхоф (нем. Berghof) била је планинска резиденција Адолфа Хитлера, смештена у региону Оберзалцберг, изнад градића Берхтесгаден у Баварској, Немачка. То је била једна од најважнијих Хитлерових приватних резиденција ван Берлина и представљала је кључни део нацистичког режима у неформалном, али политички значајном смислу.
Оштећен је британским бомбама крајем априла 1945. године, а поново почетком маја од стране СС трупа у повлачењу, а опљачкан је након што су савезничке трупе стигле у то подручје. Баварска влада је срушила изгорелу кућу 1952. године.

## Историја
Првобитно позната као Хаус Вахенфелд (нем. Haus Wachenfeld), кућа је припадала удовици једног богатог бизнисмена из Хамбурга. Хитлер је изнајмљивао кућу током 1920-их, а 1933. године, након што је постао канцелар Немачке, откупио је имање и започео велику реконструкцију и проширење, уз финансијску подршку из хонорара за своју књигу Мајн кампф.
До 1936. године кућа је трансформисана у велелепну алпску вилу са пространим терасама, огромним прозорима са погледом на планине, као и личним просторијама и пријемним салонима. Најпознатији елемент био је велики панорамски прозор у дневној соби, који се могао спуштати у под, откривајући спектакуларан поглед на Алпе. Изграђена је велика тераса са великим, шареним платненим сунцобранима у стилу одмаралишта. Улазни хол „био је испуњен необичним приказом биљака кактуса у саксијама од мајолике “. Трпезарија је била обложена веома скупоценим боровим дрветом од цимбре. Хитлерова велика радна соба имала је телефонску централу. Библиотека је садржала књиге „о историји, сликарству, архитектури и музици“. Велика сала била је опремљена скупоценим тевтонским намештајем, великим глобусом и пространим камином од црвеног мермера. Иза једног зида налазила се пројекциона кабина за вечерње пројекције филмова (често холивудских продукција, укључујући и Микија Мауса ).
Бергхоф је постао централно место нацистичке пропаганде. Немачка штампа под нацистичком контролом, као и међународна штампа на енглеском језику, извештавала је о Хитлеровом животу код куће у позитивном светлу. Ове приче су помогле да се ублажи његов имиџ приказујући га као човека културе, љубитеља паса и доброг комшију.
Иако Хитлер није пушио, пушење је било дозвољено на тераси. Његова вегетаријанска исхрана обезбеђивана је из оближњих башти, а касније и из стаклене баште. Велики комплекс планинских вила за нацистичко руководство, као и бројне зграде за њихово обезбеђење и пратеће особље, изграђени су у близини. Да би се обезбедило земљиште за те пројекте, многи суседи били су приморани да продају своју имовину и напусте тај крај.
Област је постала немачка туристичка атракција средином 1930-их, након што је Хитлер дошао на власт као диктатор. Посетиоци су се окупљали на крају прилазног пута или на оближњим јавним стазама у нади да ће угледати Хитлера. То је довело до увођења строгих ограничења приступа том подручју и других безбедносних мера. Велики одред 1. СС оклопна дивизија Тјелесна гарда Адолфа Хитлера био је смештен у касарнама у непосредној близини Бергхофа. Под командом оберштурмбанфирера Бернхарда Франка, они су патролирали широком обезбеђеном безбедносном зоном која је обухватала и оближње куће других нацистичких лидера. Са избијањем рата, инсталирана је и опсежна противваздушна одбрана, укључујући машине за стварање дима како би се комплекс Бергхоф прикрио од непријатељских авиона.
Оближњи бивши хотел „Тиркен“ претворен је у смештај за припаднике Рајхсзихерхајтсдинста (Службе безбедности Рајха), СС јединице која је патролирала тереном око Бергхофа.. Касније је у зграду био смештен и генерал-мајор полиције. (Хотел је обновљен 1950. године и поново отворен као хотел „Цум Тиркен“ пред Божић. Посетиоци и данас могу да истраже историјске подземне ходнике и тунеле које су користили нацисти.)
Кад год је Хитлер боравио у Бергхофу, на том месту су се налазили припадници Службе безбедности Рајха и Фирербеглајткоманда (Пратња фирера). Неколико јединица планинских трупа Вермахта било је такође стационирано у близини. Због тога Британци никада нису планирали директан напад на тај комплекс.

## Гости
Гости у Бергхофу били су политичке личности, монарси, шефови држава и дипломате, као и сликари, певачи и музичари. Међу важним посетиоцима које је Хитлер лично дочекивао на степеницама Бергхофа били су Дејвид Лојд Џорџ (3. март 1936), Војвода и војвоткиња од Виндзора (22. октобар 1937), Курт фон Шушниг (12. фебруар 1938), Невил Чемберлен (15. септембар 1938) и Бенито Мусолини (19. јануар 1941).
Хитлеров друштвени круг у Бергофу обухватао је Еву Браун и њену сестру Гретл, Херту Шнајдер и њену децу, Евину пријатељицу Марион Шенман, Хајнриха Хофмана, као и супруге и децу других нацистичких лидера и чланова Хитлеровог особља. Сви они би сваке године позирали за групну фотографију поводом Хитлеровог рођендана. Друштвени живот у Бергхофу окончан је 14. јула 1944, када је Хитлер отпутовао у своје војно седиште у Источној Пруској и више се никада није вратио.
Неми колор филмови које је снимала Ева Браун преживели су рат и приказују Хитлера и његове госте како се опуштају у Бергхофу. Године 2006, софтвер за читање са усана помоћу рачунара идентификовао је поједине делове њихових разговора. Међу онима који су препознати на снимцима били су Јозеф Гебелс, Рајнхард Хајдрих, Хајнрих Химлер, Јоахим фон Рибентроп, Алберт Шпер и Карл Волф.
Два госта планирала су да искористе посету Бергхофу као прилику да убију Хитлера. Једанаестог марта 1944. капетан Еберхард фон Брајтенбух стигао је са скривеним пиштољем с намером да Хитлеру пуца у главу, али га стражари нису пустили у исту просторију са њим. Седмог јуна 1944. пуковник Клаус фон Штауфенберг планирао је да активира бомбу на састанку у Бергхофу, али му завереници нису дали одобрење јер Химлер и Херман Геринг нису такође били присутни.

## Разарање и послератна судбина
Пред крај Другог светског рата, у априлу 1945. године, Бергхоф је тешко оштећен у савезничком бомбардовању. Ланкастери тешки бомбардери, укључујући авионе из састава 617. ескадриле Краљевског ратног ваздухопловства (познате као „Разбијачи брана“), напали су Оберзалцберг 25. априла 1945. године. Најмање две бомбе погодиле су Бергхоф и нанеле знатну штету згради. Повлачећи се, припадници СС трупа запалили су вилу 4. маја, четири дана након Хитлеровог самоубиства у Берлину. Само неколико сати касније, у Берцтесгаден је стигла 3. америчка пешадијска дивизија, заједно са 2. француском оклопном дивизијом. Пошто су се Американци задржали у самом граду Берцтесгадену, Французи су искористили прилику да нападну Оберзалцберг, где се налазио Бергхоф. Французи су открили километре подземних бункера у којима су се налазили уметнички предмети опљачкани широм Европе, али и хиљаде боца врхунских вина, тоне намирница и неочекивани предмети, попут колекције грудњака коју је прикупио Геринг. Савезнички војници темељно су опљачкали и раскрчили кућу током наредних дана.
Чајџиница на брду Мосланеркопф остала је нетакнута у априлском бомбардовању 1945. године, али ју је баварска влада срушила до 1951. због њене повезаности са Хитлером. Руине су више од 55 година лежале у шум, све док нису потпуно уклоњене током лета 2006. године.  Остатак Бергхофа преживео је до 1952, када је баварска влада зграду дигла у ваздух 30. априла. Бергхоф, куће Геринга и Бормана, СС касарне, Кампфхојзл и чајџиница — све је уништено. То је био део споразума по којем су Американци вратили подручје баварским властима. Постојао је страх да би рушевине могле постати светилиште неонациста и туристичка атракција.
Данас је већи део тог простора прекривен шумом, али постоје обележја и музеј (у комплексу Документациони центар Оберзалцберг) који приказује историју региона и улогу коју је играо током нацистичке ере.